# WRY (groupe)
Pour les articles homonymes, voir WRY.
WRY est un groupe brésilien de rock alternatif, originaire de Sorocaba, dans l'État de São Paulo. WRY est considéré comme une référence sur la scène brésilienne du rock indépendant. Sa discographie comprend huit albums studio et trois EP, ainsi que des singles et des apparitions dans des compilations musicales nationales et internationales. WRY fait ensuite la promotion de son huitième album studio, Aurora, qui sortira en novembre 2022.
WRY est le premier groupe de rock de Sorocaba à avoir acquis une notoriété nationale depuis Vzyadoq Moe,. Dès sa première année d'activité, le groupe fait partie de l'affiche du festival Juntatribo, et l'année suivante, il se produit déjà en tant qu'attraction principale lors de spectacles du circuit underground. Quelques années plus tard, et dès la sortie de son premier album, le groupe commence à partager des scènes avec des groupes internationaux en tournée au Brésil, et a également son premier clip vidéo diffusé au niveau national par une chaîne de télévision.
Six ans après le début de leur carrière et la sortie de deux albums, WRY décide de s'installer en Angleterre, où ils font partie du circuit underground pendant sept ans et ont également produit des albums qui ont été distribués dans le monde entier. Un an après leur retour au Brésil, le groupe fait une pause de quatre ans. Avec leur retour sur scène en 2014, WRY recommence également à produire des morceaux inédit, et en 2020, ils sortent l'album Noites Infinitas, qui remporte le Dynamite Independent Music Award dans la catégorie Meilleure sortie indie rock en 2021. 

## Histoire

### Débuts (1993–2001)
En 1993, Mario Bross, Luciano Marcello, Chokito et Renato Bizar, qui se réunissaient traditionnellement pour jouer au basket-ball, sont inspirés par des grands noms du rock mondial tels que Sonic Youth et Jesus and Mary Chain pour former leur propre groupe, Piso Sonoro, qui serait l'embryon de WRY. Au début, aucun des membres n'avait de connaissances musicales, et les premiers morceaux du groupe apparaîssent au fur et à mesure que les membres maîtrisaient leurs instruments. L'année suivante, en 1994, Piso Sonoro est rebaptisé WRY.
Avec quelques morceaux écrits, WRY donne son premier concert lors d'un festival alternatif dans la ville de Santos le 24 mai 1994, et la même année, le groupe gagne en visibilité sur la scène musicale nationale en étant l'un des groupes sélectionnés pour participer à la deuxième édition du festival Juntatribo, dans la ville de Campinas, aux côtés de groupes tels que Garage Fuzz, Câmbio Negro et Planet Hemp,. L'année suivante, WRY se produit déjà en tant qu'attraction principale dans des boîtes de nuit de São Paulo. Le premier concert du groupe se déroule dans la ville de Campinas.
À ses débuts, le groupe ne compose qu'en anglais, ce qui amène ses membres à faire du troc avec une école de langues afin d'améliorer leur aisance, recevant des leçons d'anglais en échange de concerts,. En 1995, WRY sort son premier album, Fuzz Câmbio Negro. En 1995, WRY sort sa cassette démo Morangoland, et après de nombreux concerts dans des bars et sur des scènes improvisées, ils sortent en 1998 leur premier album, intitulé Direct, qui est salué par la critique, désignant le morceau Do You Dance With Me ? comme l'un de ses points forts. comme l'un de ses points forts, et qui comprend également les morceaux Redshoes, dont le clip est produit à l'époque, et She Gets Souls, qui faisait partie de la compilation Make Your Choice sortie en 1997. Après la sortie de leur premier album, WRY participe à des festivals dans d'autres régions du pays, partage la scène avec des groupes internationaux en tournée au Brésil, tels que Superchunk et Man or Astroman ? et participent également à des émissions diffusées par MTV Brésil, leurs premiers clips étant également diffusés dans la programmation de la chaîne.
En 2000, WRY sort son deuxième album studio, Heart-Experience, sur le label Tamborete, qui sera réédité par Monstro Discos avec un titre bonus en 2002. En 2001, le groupe participe au programme Musikaos, diffusé sur TV Cultura, et organise la première édition du festival Circadélica, dans la ville de Sorocaba, dans le but de collecter de la nourriture et des vêtements chauds pour les donner à des organisations caritatives locales. En août de la même année, le groupe annonce qu'il déménage pour une durée indéterminée dans la capitale britannique, Londres, à la recherche de nouvelles expériences et d'opportunités pour sa carrière.

### Séjour à Londres etFlames in the Head(2002–2008)
Au cours de leur première année dans la capitale anglaise, WRY établit un partenariat avec une société de production locale appelée Reckless Management, ainsi qu'avec d'autres groupes brésiliens présents sur place, avec lesquels ils créent un réseau de soutien pour réserver leurs concerts et faire face à la rude concurrence de la scène underground locale. Le 14 mars 2002, le groupe joue son premier concert à Londres au bar On the Rocks, et au cours de la seconde moitié de l'année, il retourne au Brésil pour une tournée intitulée WRY - I Love and Hate You Brazil Tour 2002.
De retour à Londres en février 2003, le groupe est managé par l'Américain Tom O'Connor et prend pied sur la scène underground britannique, participant régulièrement à des concerts et des festivals, notamment aux côtés de groupes tels que The Rakes et The Subways, avec lesquels ils développent une relation amicale, participant à des émissions de radio en direct, illustrant des magazines de rock locaux et s'attirant les louanges de la critique pour leurs compositions et leurs performances live,.
En 2004, dans le garage de leur maison londonienne, le groupe enregistre l'EP Come and Fall/Where I Stand, distribué au Brésil en format compact par Monstro Discos et à l'étranger par les disquaires Rough Trade, et qui se retrouve entre les mains du producteur Gordon Raphael, qui a produit un EP et les deux premiers albums des Strokes, ainsi que Tim Wheeler, chanteur du groupe irlandais Ash, duo qui produira le nouvel album de WRY, sorti en 2005,. Le troisième album, Flames in the Head, élu en 2014 par le site Música Instantânea comme l'une des 100 meilleures sorties des années 2000, est enregistré dans le même studio où ont également enregistré des groupes comme Futureheads et Razorlight, considérés à l'époque comme des points forts de la nouvelle scène rock anglaise.
Fin 2005, le groupe retourne au Brésil pour promouvoir la sortie de leur nouvel album avec la tournée WRY em Chamas no Brasil, étant salué par la presse nationale comme un groupe « anglais », et avec leur séjour dans le pays, le groupe reçoit une invitation pour composer la bande sonore du défilé Ellus à la Semaine de la mode de São Paulo, où ils se produisent en janvier 2006. Toujours en 2006, André Zanini prend la place de Renato Bizar, devenant le nouveau batteur du groupe.

### Dernières activités (depuis 2009)
En janvier 2009, le groupe annonce qu'il retournera définitivement au Brésil en avril et qu'il prépare déjà la sortie de nouveaux albums studio pour la même année. L'année 2009 est également marquée par des changements dans le line-up du groupe : le bassiste Chokito, resté à Londres, est remplacé par William Leonotti, et en juin, il est annoncé que Renato Bizar reprendra le rôle de batteur du groupe.
En 2016, avec Ítalo Ribeiro à la batterie et préparant un nouvel album de morceaux inédits, le groupe annonce la sortie de la compilation Whales, Sharks and Dreams sur le label américain Sonovibe Records, qui reprend leurs deux derniers EP en version remasterisée. Sur la face A se trouvent les titres de Whales and Sharks de 2007 et une chanson inédite, A Million Stars in Your Eyes, et sur la face B se trouvent les titres de Deeper in a Dream, sorti en 2014. Avec la sortie du nouveau vinyle, le groupe part en tournée dans plusieurs États du Brésil jusqu'en 2017,.
En septembre 2017, le groupe sort le single She's Falling, le premier des trois singles publiés par Deckdisc, dans le cadre du projet appelé plus tard Trilogia da Cama. Toujours en 2017, ils sortent le deuxième single, Life Is Like a Dream, qui fera partie en 2019 de la compilation du documentaire primé sur la scène indie brésilienne Guitar Days, et au second semestre 2018, ils clôturent la trilogie avec Under Your Skin. Tous les singles reçoivent des clips exclusifs, dans lesquels ils partagent un lit, acheté d'occasion, comme élément principal.
Comme ses prédécesseurs, leur album Aurora (sorti en 2022) fait partie de la liste des meilleurs albums de l'année, désignés comme tels par l'Associação Paulista de Críticos de Arte, par Tenho mais Discos que Amigos, Hits Perdidos, entre autres médias spécialisés,. En 2023, WRY met à disposition une partie de sa collection d'inédits sur la compilation Demolição, où ils rassemblent des démos et des premières reprises de morceaux qui n'ont jamais été publiés auparavant. 

## Membres

### Membres actuels
- Mario Bross - chant, guitare
- Luciano Marcello - guitare
- William Leonotti - basse
- Italo Ribeiro - batterie

### Anciens membres
- Renato Bizar - batterie
- André Zanini - batterie
- Chokito - basse

## Discographie

### Albums studio
- 1998 : Direct
- 2000 : Heart-Experience
- 2005 : Flames in the Head
- 2009 : She Science
- 2010 : National Indie Hits
- 2020 : Noites Infinitas
- 2021 : Reviver
- 2022 : Aurora

### EP
- 2004 : Come and Fall/Where I Stand
- 2007 : Whales and Sharks
- 2014 : Deeper in a Dream

### Compilations
- 2016 : Whales, Sharks and Dreams
- 2023 : Demolição

### Albums et EP remixes
- 2021 : Man in the Mirror
- 2021 : Weapon in my Hand
- 2021 : Uma Pessoa Comum
- 2021 : Unconventional
- 2021 : Reimagining Noites Infinitas

### Apparitions
- 1997 : Make your Choice
- 2006 : 50minutes
- 2009 : Never Lose that Feeling Vol. 3
- 2009 : Guitar Days
- 2015 : Psychocandy Revisited
- 2020 : Snoozing All this Time
- 2021 : Anuário Rock Baiano Vol. 4

### Singles
- 2007 : Sister/Different from Me
- 2010 : Deep Field/Nostalgia
- 2017 :  She's Falling
- 2017 :  Life Is Like a Dream
- 2018 :  Under your Skin
- 2022 :  Sem Medo de Mudar

### Démos
- 1995 : Morangoland